# Tanya Winley
Tanya Winley ist eine amerikanische Rapperin und Wegbereiterin des Genres. Aktiv Musik machte sie von 1979 bis 1982.  Ihrem Vater, Paul Winley, gehörte das Hip-Hop-Label Winley Records in der 125th Street in Harlem.  Das Duett von Tanya mit ihrer Schwester Paulette "Rhymin’ and Rappin'" (1979) sowie Tanya Winleys "Vicious Rap" (1980) gehören mit Stücken von Lady B. zu den ersten von Frauen gerappten Liedern.
Der Anfang des Stücks "Vicious Rap" ist gesampled von Diamond D & The Psychotics "Best Kept Secret." Ego trip listet drei von Winleys Lieder bei den besten Hip-Hop-Singles des Jahres auf. "Rhymin’ and Rappin'" steht auf Platz 6 für 1979, "Vicious Rap" auf Platz 9 im Jahre 1980 und 1982 "I Believe In The Wheel of Fortune" auf Rang 32. Das Lied "Vicious Rap" ist ein frühes Beispiel des Conscious Rap.
Die Veröffentlichungen ihres Vaters Paul Winley zu Reden von Malcolm X (Black Man’s History Volume 1, 1978) und einer ersten Breakbeat-Zusammenstellung (Super Disco Brakes, 1979) hatten großen Einfluss auf ihren Stil.
Das erste eigene Stück "Rhymin’ and Rappin" wurde von Winley 1979 veröffentlicht, also im selben Jahr wie die ersten kommerziell erfolgreichen Rapsingles "Rapper’s Delight" von The Sugarhill Gang sowie "Christmas Rappin’" von Kurtis Blow.

## Diskographie
Die Lieder von Winley wurden alle über das Plattenlabel Winley Records veröffentlicht.
- Rhymin’ and Rappin (1979)
- Vicious Rap (1980)
- I Believe in the Wheel of Fortune (1982)